# Revigliasco d'Asti
Revigliasco d'Asti (Revijasch, Ariasch o Riasch in piemontese) è un comune italiano di 741 abitanti della provincia di Asti, nel territorio storico dell'Astesana in Piemonte. Noto in tutto il mondo per le ciliegie ed il tamburello.

## Storia

### Simboli
Lo stemma e il gonfalone del comune di Revigliasco d'Asti sono stati concessi con decreto del presidente della Repubblica del 29 luglio 1991.
Il gonfalone è un drappo troncato di giallo e di azzurro.

## Società

### Evoluzione demografica
Abitanti censiti

## Amministrazione
Di seguito è presentata una tabella relativa alle amministrazioni che si sono succedute in questo comune.
| Periodo        | Periodo        | Primo cittadino   | Partito                     | Carica  | Note  |
| -------------- | -------------- | ----------------- | --------------------------- | ------- | ----- |
| 4 giugno 1985  | 19 maggio 1987 | Riccardo Nivolo   | Partito Socialista Italiano | Sindaco | [ 6 ] |
| 19 maggio 1987 | 25 maggio 1990 | Giovanni Massano  | Partito Liberale Italiano   | Sindaco | [ 6 ] |
| 25 maggio 1990 | 24 aprile 1995 | Giovanni Massano  | -                           | Sindaco | [ 6 ] |
| 24 aprile 1995 | 14 giugno 1999 | Giovanni Massano  | centro                      | Sindaco | [ 6 ] |
| 14 giugno 1999 | 14 giugno 2004 | Giovanni Massano  | lista civica                | Sindaco | [ 6 ] |
| 14 giugno 2004 | 8 giugno 2009  | Laura Novara      | lista civica                | Sindaco | [ 6 ] |
| 8 giugno 2009  | 26 maggio 2014 | Laura Novara      | lista civica                | Sindaco | [ 6 ] |
| 26 maggio 2014 | in carica      | Giuseppe Contorno | lista civica Insieme        | Sindaco | [ 6 ] |

### Gemellaggi
- Garons, dal 2000